# Pachynematus parvilabris
Pachynematus parvilabris är en stekelart som först beskrevs av Thomson 1862.  Pachynematus parvilabris ingår i släktet Pachynematus, och familjen bladsteklar. Arten är reproducerande i Sverige.